# Glyptopetalum calyptratum
Glyptopetalum calyptratum är en benvedsväxtart som beskrevs av Pierre. Glyptopetalum calyptratum ingår i släktet Glyptopetalum och familjen Celastraceae. Inga underarter finns listade.